# ドーセット公爵
ドーセット公爵（英語: Duke of Dorset）は、かつて存在したグレートブリテン貴族の公爵位。
テューダー朝期の政治家トマス・サックヴィルが1567年に叙されたバックハースト男爵と1604年に叙されたドーセット伯爵位を前身とし、第7代ドーセット伯爵ライオネル・サックヴィルが1720年に叙されたのに始まる爵位である。1843年に継承者が絶えて廃絶した。本項では、前身となったドーセット伯爵についても触れる。

## 歴史

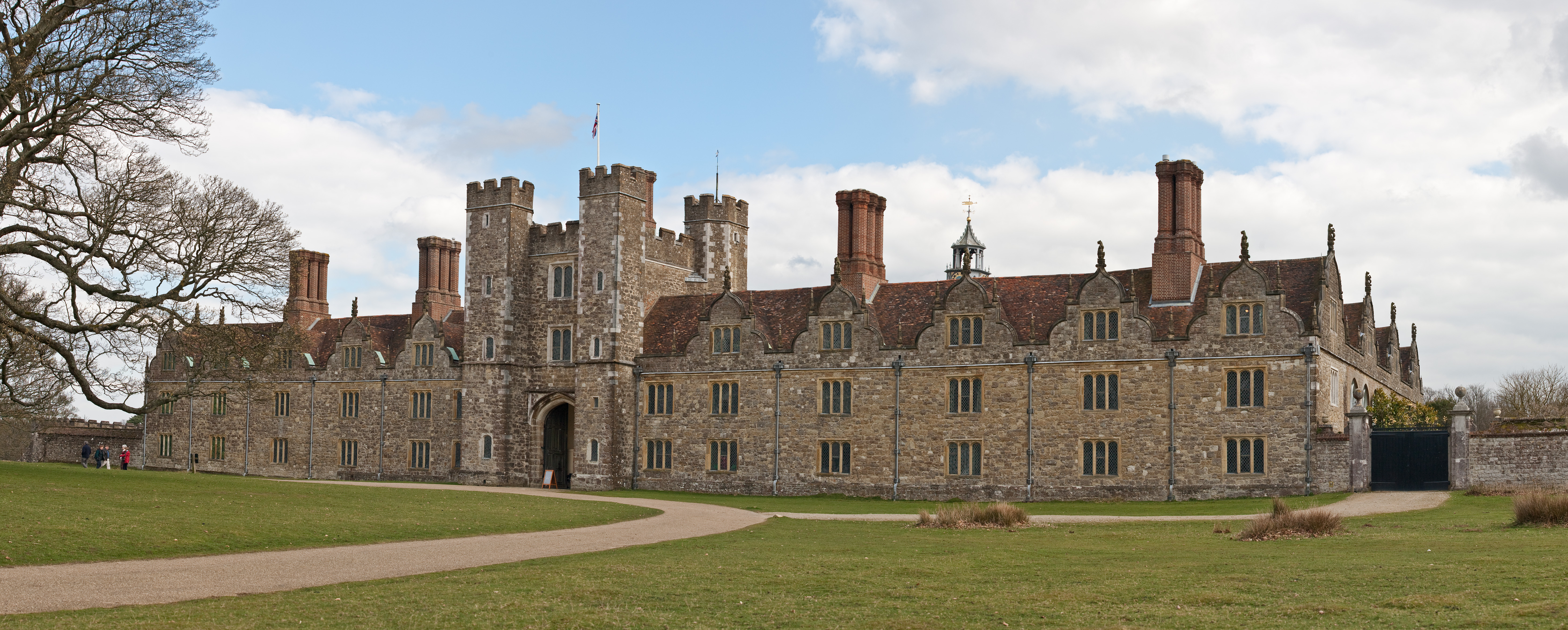
公爵家のかつての邸宅であるノウル・ハウス

サックヴィル家の祖トマス・サックヴィル(1527–1608)は、庶民院議員として活躍した後、貴族院におけるプロテスタント党派を強化しようというエリザベス女王の目論見から1567年6月8日にイングランド貴族としてサセックス州におけるバックハーストのバックハースト男爵 (Baron Buckhurst, of Buckhurst in the County of Sussex)に叙されて貴族院議員に列した。その後廷臣として活躍し、ジェームズ1世即位後の1604年3月13日には ドーセット伯爵 (Earl of Dorset)に叙せられた。

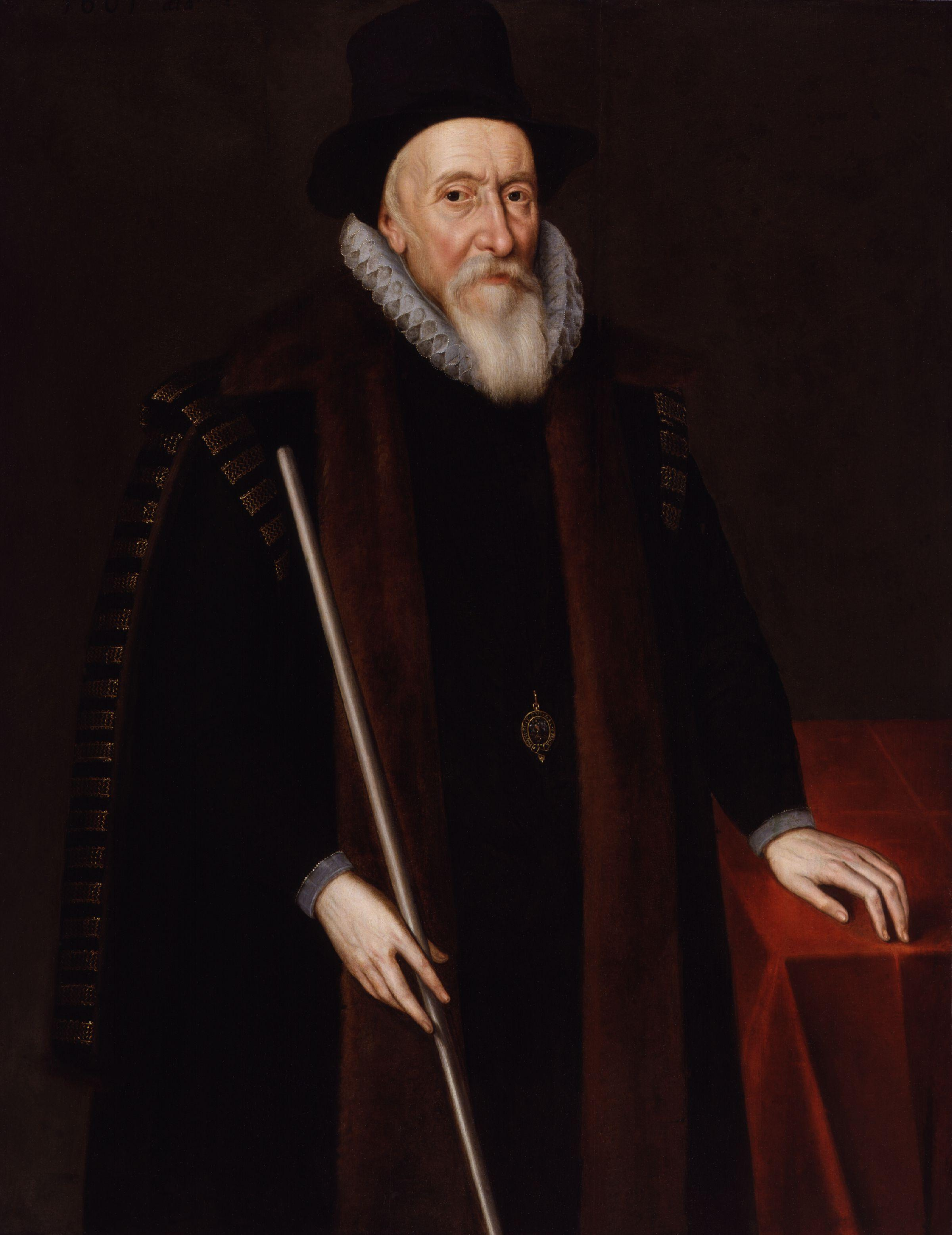
初代伯トマス・サックヴィル

2代伯ロバート(1561-1609)は父の余慶を蒙って、襲爵前の1584年にサセックス選挙区選出の庶民院議員に弱冠23歳で就任した。1608年に父より爵位を継承したが、わずか1年後に死去したため、その子リチャードが爵位を相続した。
3代伯リチャード(1589-1624)はサセックス州統監を務めたほか、「17世紀中最も傑出した賭博師かつ浪費家」とも評された。彼が1624年に死去すると、弟のエドワードがその後を襲った。
4代伯エドワード(1591-1652)は、チャールズ1世によるスコットランド出兵時の摂政職を務めたほか、イングランド内戦期は騎士党として活動した。
その孫にあたる6代伯チャールズ・サックヴィル(1638–1706)はステュアート朝後期の政治家・詩人で、1675年4月4日にはイングランド貴族爵位のミドルセックス伯爵(Earl of Middlesex)とミドルセックス州におけるクランフィールドのクランフィールド男爵(Baron Cranfield, of Cranfield in the County of Middlesex)に叙せられた。
7代伯ライオネル・サックヴィル(1688–1765)は、ハノーヴァー朝初期の1720年6月17日にグレートブリテン貴族爵位ドーセット公爵(Duke of Dorset)に叙せられた。彼はホイッグ党政権下で役職を歴任したほか、1730年から1737年と1750年から1755年にかけての二度アイルランド総督を務めたことで知られる。初代公が1765年に没すると、その息子のチャールズが爵位を承継した。
なお、彼の三男ジョージ・ジャーメインも1782年にグレートブリテン貴族としてノーサンプトン州ドレイトンのサックヴィル子爵(Viscount Sackville, of Drayton in the County of Northampton)に叙されて、公爵家の分家が誕生している。
2代公チャールズ(1711–1769)は枢密顧問官やプリンス・オブ・ウェールズ付主馬頭を務めた。彼には男子がなかったため、公爵位は甥のジョンが相続した。
3代公ジョン(1745-1799)はケント州統監、駐仏英国大使、国王親衛隊隊長等の職を歴任した。
その息子の4代公ジョージ(1793-1815)が1815年に若くして没したため、爵位は初代公の三男の家系たるサックヴィル子爵家出身のチャールズ・サックヴィル＝ジャーメイン(1767–1843)が相続した。しかし彼にも子はなかったため、その死去に際して継承資格者は途絶え、すべての保有爵位が廃絶した。

## 歴代当主一覧

### バックハースト男爵 (1567年)
- 初代バックハースト男爵トマス・サックヴィル (1527–1608)
  - 　1604年にドーセット伯に叙される

### ドーセット伯 (1604年)
- 初代ドーセット伯トマス・サックヴィル (1527–1608)
- 2代ドーセット伯ロバート・サックヴィル（英語版） (1561–1609)
- 3代ドーセット伯リチャード・サックヴィル（英語版） (1589–1624)
- 4代ドーセット伯エドワード・サックヴィル（英語版） (1590–1652)
- 5代ドーセット伯リチャード・サックヴィル（英語版） (1622–1677)
- 6代ドーセット伯チャールズ・サックヴィル（英語版） (1638–1706)
- 7代ドーセット伯ライオネル・クランフィールド・サックヴィル (1688–1765)
  - 1720年にドーセット公爵に叙される

### ドーセット公 (1720年)
- 初代ドーセット公ライオネル・クランフィールド・サックヴィル (1688–1765)
- 2代ドーセット公チャールズ・サックヴィル（英語版） (1711–1769)
- 3代ドーセット公ジョン・フレデリック・サックヴィル (1745–1799)
- 4代ドーセット公ジョージ・ジョン・フレデリック・サックヴィル (1793–1815)
- 5代ドーセット公チャールズ・サックヴィル＝ジャーメイン (1767–1843)
  - 彼の死とともに廃絶